# Kalkofen (Kaiserslautern)
Kalkofen ist der Name eines Ortsteils der kreisfreien Großstadt Kaiserslautern in Rheinland-Pfalz.

## Lage
Der Ortsteil liegt im Nordosten der Stadt Kaiserslautern. Er besteht im Wesentlichen aus den Straßen Geranienweg, Veilchenweg und Asternweg. Begrenzt wird das Viertel von der Mainzer Straße, der Nordbahnstraße, der Friedenstraße und der Gärtnereistraße. 

## Geschichte
Das Gebiet des heutigen Kalkofens war schon früh besiedelt. Man fand dort Relikte aus der jungsteinzeitlichen Bandkeramischen Kultur (ca. 4500–1800 v. Chr.), die auf ein entwickeltes Bauerntum mit Acker- und Gartenbau, Pflanzennutzung und Viehwirtschaft hindeuten. Ebenso liegen auf dem betreffenden Areal mehrere keltische Grabhügel aus der Hallstattzeit (seit dem 8. Jahrhundert v. Chr.).
Kurz nach dem Ersten Weltkrieg entstand dort eine illegal erbaute Barackensiedlung, die in den 1950ern abgerissen wurde. Die Stadt Kaiserslautern errichtete dort dann mehrere Wohnblöcke mit sogenannten Schlichtwohnungen, die u. a. als Notunterkünfte für Obdachlose dienen sollten.
Im Jahr 2000 wurde die Hauptachse des Viertels von Am Kalkofen in Geranienweg, Asternweg und Veilchenweg umbenannt. Grund für diese Umbenennung war zum einen der Wunsch, die Bewohner des als sozialer Brennpunkt geltenden Quartiers, nicht schon durch die Nennung des einschlägig bekannten Straßennamens zu stigmatisieren, zum anderen die Forderung von Bewohnern der „besseren“ Teile des Viertels, nicht unter dem schlechten Ruf des „schlechteren“ zu leiden.

## Heutige Situation
Das Kerngebiet des Kalkofens im Geranienweg und im Asternweg ist noch durch die in den 1950er Jahren errichteten, in städtischem Besitz befindlichen Schlichtwohnungs-Blocks geprägt. Mehrere dieser Wohnblocks befinden sich im baulichen Zustand der Errichtungsjahre. Diese nichtsanierten Wohnungen verfügen weder über Bäder noch über Warmwasseranschlüsse oder Heizungen. Eine Beheizung kann nur, sofern vorhanden, über Öfen erfolgen. Teilweise existieren noch Etagentoiletten. Für diese Schlichtwohnungen erhebt die Stadt Kaiserslautern keine Miete, sondern nur ein Nutzungsentgelt von etwa 75 Euro je Monat.
Die Bewohner des Quartiers gehören primär der sozial schwächeren Schicht an. Die Arbeitslosenquote im Kalkofen liegt deutlich über dem Durchschnitt, ebenso die Quote der Hartz IV- bzw. Grundsicherungsbezieher. Die Gegend gilt als Sozialer Brennpunkt.

## Mediale Rezeption
Überregional bekannt wurde der Kalkofen am 4. April 2015 durch die im TV-Sender VOX gezeigte mehrstündige TV-Doku „Asternweg – Eine Straße ohne Ausweg“. Diese von der Produktionsfirma 99pro media produzierte Sendung porträtierte über einen Zeitraum von mehr als einem halben Jahr das Leben einiger Bewohner des Viertels, die bei ihrer Erstausstrahlung von rund 1,4 Mio. Zuschauern verfolgt wurde. Am 2. April 2016 wurde eine Fortsetzung unter dem Titel Asternweg – Ein Jahr danach gesendet.